# Załuże (rejon stołpecki)
Załuże (biał. Залужжа, Załużża; ros. Залужье, Załużje) – wieś na Białorusi, w obwodzie mińskim, w rejonie stołpeckim, w sielsowiecie Świerżeń Stary.
Wieś położona jest przy węźle drogi magistralnej M1 z drogą republikańską R64.

## Historia
W XIX i w początkach XX w. położone było w Rosji, w guberni mińskiej, w powiecie nowogródzkim, w gminie Mir. Było własnością m.in. Radziwiłłów.
W dwudziestoleciu międzywojennym leżało w Polsce, w województwie nowogródzkim, w powiecie stołpeckim, w gminie Mir. W 1921 miejscowość liczyła 506 mieszkańców, zamieszkałych w 94 budynkach, w tym 484 Polaków, 21 Białorusinów i 1 osobę innej narodowości. 376 mieszkańców było wyznania prawosławnego i 130 rzymskokatolickiego.
Po II wojnie światowej w granicach Związku Sowieckiego. Od 1991 w niepodległej Białorusi. Do 20 sierpnia 2010 siedziba sielsowietu Załuże, 24 grudnia 2011 przemianowanego na sielsowiet Świerżeń Stary.

## Ludzie związani z miejscowością
- Lew (Cerpicki) (ur. w 1946 w Załużu) – rosyjski biskup prawosławny